# 詹姆斯·希安杰克
詹姆斯·尼安杰·希安杰克（1992年3月2日—）是一名来自南苏丹的田径运动员，现居于肯尼亚。他被国际奥林匹克委员会选为2016年2020年夏季奥林匹克运动会难民代表团的参赛选手。

## 个人生活
希安杰克来自南苏丹的本提乌。1999年，他身为士兵的父亲在第二次苏丹内战中被杀。13岁时，希安杰克离开南苏丹，作为难民逃到肯尼亚，以避免被叛军招募为儿童兵。2002年，他在卡库马难民营落脚。联合国难民署在2014年12月正式授予他难民身份。

## 田径生涯
他在肯尼亚上学时开始跑步；加入了一个来自高原地区以长跑运动员著称的城镇大龄儿童团体，为赛事进行训练。他经常在没有穿鞋子的情况下进行训练，导致他经常受伤。
2013年，他被选入特格拉-洛鲁佩和平基金会的一个田径小组，这是一个由前马拉松世界纪录保持者特格拉-洛鲁佩管理的卡库马难民支持计划。这些运动员被国际奥委会认定为有潜力参加2016年夏季奥运会。
2016年6月3日，国际奥委会宣布，希安杰克将成为入选2016年巴西里约热内卢夏季奥运会难民代表团的10名运动员之一。
希安杰克有资格参加2020年东京夏季奥运会的国际奥委会难民代表团。他将参加800米比赛。

## 竞赛
| 年             | 賽事           | 舉辦城市       | 名次           | 項目              | 記錄           |
| 难民运动员代表 | 难民运动员代表 | 难民运动员代表 | 难民运动员代表 | 难民运动员代表    | 难民运动员代表 |
| -------------- | -------------- | -------------- | -------------- | ----------------- | -------------- |
| 2016           | 夏季奥运会     | 巴西里约热内卢 | 第八名         | 400米             | 52.89          |
| 2018           | 非洲锦标赛     | 尼日利亚阿萨巴 | 第三十四名     | 800米             | 1:58.69        |
| 2019           | 世界接力赛     | 日本横滨       | 第七名         | 2×2×400混合接力赛 | 4:08.80        |
| 2021           | 夏季奥运会     | 日本东京       | 第八名         | 800米             | 2:02.04        |